# Kukës
Kukës er   hovedby i præfekturet Kukës i det nordvestlige Albanien. Byen har mere end 15.643(2023) indbyggere. Byen var tidligere  hovedstad i et distrikt af samme navn, og ligger tæt ved grænsen til nabolandet Kosovo. Under Kosovokrigen blev der i Kukës oprettet en enorm flygtningelejr, der husede over 150.000 mennesker.
- Wikimedia Commons har flere filer relateret til Kukës